# Каракум (фильм)
Каракум (туркм. Karakum; 1994) — туркменский и немецкий приключенческий фильм 1994 года, снятый Арендом Агте и Узмааном Сапаровым. Продюсер — Оттокар Рунце. История фильма была написана Арендом Агте и Узмааном Сапаровым. Продолжительность фильма — 94 минуты.

## Сюжет
Роберт, 13-летний немецкий мальчик, отправляется в путешествие, чтобы найти своего отца, который, по его мнению, живёт в Туркменистане. Когда он приезжает в страну, он встречает местного мальчика по имени Мурад, который соглашается помочь ему в его поисках. При этом они не понимают друг друга. Постепенно их бросают гиды, и им приходится идти дальше самим. Они создают автомобиль, с которым впоследствии передвигаются по пустыне Каракум.

## В ролях
- Макс Кульманн в роли Роберта
- Мурад Оразов в роли Мурада
- Пётр Олевв в роли Петра
- Нейтард Ридель в роли Янсена
- Александр Потапов в роли Бориса
- Мартин Земмельрогге в роли Бринка
- Виктор Маросов в роли Грегора
- Мурат Аннагельдыев в роли Нарбигера
- Ходжа Дурды Нарлиев в роли Анфюрера дер Бандитена
- Мулкоман Оразов в роли Бандита
- Анабирдиев Бирдиназар в роли майора Милица
- Курбан Джумаев в роли Милицейского
- Алтын Ходжаева в роли Швегерина
- Дженет Оразова в роли Кляйне Швестер
- Ата Довлетов как Альтер Манн
- Дженнет Аллакулиева в роли Энкелина
- Берды Аширов в роли Танкварта

## Производство
Аренд Агте задумал основной сюжет фильма. Затем он и Узмаан Сапаров разработали сюжетную линию фильма. Продюсером фильми стал Оттокар Рунце, а исполнительными продюсерами фильма — Фред Штайнбах и Дитрих Фойгтлаендер. Музыка к фильму была написана Мартином Сайрусом и Матиасом Рауэ. Кинематографистом и редактором фильма были Майкл Висвег и Урсула Хёф, соответственно.

## Премьера и рецепция
Фильм был выпущен в 1994 году в Туркменистане и 10 апреля 1997 года в Германии и получил в основном положительные отзывы критиков. Variety в обзоре написало:
 Немецко-туркменская совместная продукция «Каракум» — увлекательная сага о приключенческих юношей, действие которой происходит в обширных пустынях бывшей советской республики Туркменистане. Это солидная, не потворствующая картина как для детей (старше 8 лет), так и для взрослых.